# .vu
.vu — национальный домен верхнего уровня для Вануату.
Несмотря на то, что изначально домены в зоне .vu распространялись свободно (любому желающему достаточно было послать запрос на регистрацию), сейчас они продаются исключительно на коммерческих условиях, как это принято для остальных доменов верхнего уровня.
Правда, несколько организаций, таких, как немецкий «регистратор» nic.de.vu (подразделение Sektion.net, которое само является одной из частей Interdots International), всё ещё позволяют регистрировать поддомены в этой зоне бесплатно, а также обещают и дальше поддерживать эти услуги бесплатно.